# Hvem myrder hvem?
Hvem myrder hvem? er en dansk film fra 1978.
- Manuskript Li Vilstrup og Charlotte Strandgaard.
- Instruktion Li Vilstrup.

Blandt de medvirkende kan nævnes:
- Kirsten Peüliche
- Margrethe Koytu
- Frits Helmuth
- Jesper Christensen
- Leif Sylvester Petersen
- Ove Sprogøe
- Tove Maës
- Pernille Grumme
- Niels Skousen
- Torben Hundahl
- Flemming Quist Møller